# Achille Valenciennes
Achille Valenciennes (9 tháng 8 năm 1794 – 13 tháng 4 năm 1865) là một nhà động vật học người Pháp.

## Tiểu sử
Valenciennes sinh ra và lớn lên ở Paris. Ông theo học tại trường Collége de Rouen, nhưng cái chết đột ngột của người cha đã làm gián đoạn việc học hành của Valenciennes và chấm dứt cơ hội vào trường Bách khoa Paris (École Polytechnique). Để phụ giúp gia đình, Valenciennes trở thành một điều chế viên tại Bảo tàng Lịch sử Tự nhiên Quốc gia Pháp vào năm 1812. Ông lần lượt phụ giúp cho các nhà động vật học là Étienne Geoffroy Saint-Hilaire, Jean-Baptiste Lamarck và Georges Cuvier.
Những buổi đầu sự nghiệp của mình, Valenciennes đã nhận nhiệm vụ phân loại các loài động vật được Alexander von Humboldt mô tả trong chuyến công du đến Mỹ Latinh vốn được giao bởi Cuvier. Tình bạn giữa Valenciennes và Humboldt trở nên khăng khít từ đó.
Thành tựu khoa học lớn nhất của Valenciennes là cộng tác với Cuvier để cho ra đời tác phẩm Histoire naturelle des poissons (Lịch sử tự nhiên của cá) gồm 22 tập. Cuvier và Valenciennes đã cùng nhau xuất bản 8 tập trong số đó từ năm 1828 đến khi Cuvier qua đời vào năm 1832. Valenciennes sau đó đã một mình tiếp tục công việc và tác phẩm đã được hoàn thành vào năm 1849.
Nhiều loài vật đã được đặt theo tên của nhà nghiên cứu sinh vật học Achille Valenciennes.